# (9464) 1998 HL117
A (9464) 1998 HL117 a Naprendszer kisbolygóövében található aszteroida. A LINEAR projekt keretében fedezték fel 1998. április 23-án.